# Агроекологија
Агроекологија је наука која примењује еколошке принципе у формирању и управљању одрживих агроекосистема.

## Основни појмови
Идеја агроекологије је да користи алтернативне правце у развоју агроекосистема, који ће мало зависити од уноса агрохемикалија и енергије, наглашавајући комплексност агрикултурних система. Еколошки односи и синергизам између биолошких компоненти омогућавају механизме, који тим системима обезбеђују плодност земљишта, продуктивност и заштиту усева. У потрази за поновним успостављањем еколошких принципа у пољопривредној производњи произвођачи су занемарили кључну тачку у развоју одрживе пољопривреде: дубоко разумевање природе агроекосистема и принципа на којима они функционишу. Агроекологија је израсла у дисциплину која обезбеђује основне еколошке принципе у томе како проучавати, образовати и управљати агроекосистемима који ће бити продуктивни, омогућити проучавање природних ресурса али такође бити културолошки прихватљиви и економски оправдани. Агроекосистеми су заједнице биљака и животиња у интеракцији са физичким и хемијским спољашњим факторима које је човек модификовао ради производње хране, других продуката за ширу индустријску употребу. Агроекосистеми могу унапредити продуктивност и могу постати одрживи са мање негативних утицаја на животну средину, социјално стање и са мање спољашњих улагања. Креирање оваквог система се базира на примени следећих еколошких принципа:
- Побољшање кружења материје, оптимизација приступачних хранива и уравнотежење њиховог тока;
- Обезбеђивање повољних особина земљишта за раст биљака;
- Ефикасније коришћење расположиве Сунчеве енергије и чување водних ресурса;

- Диверзификација врста и генотипова у агроекосистему у времену и простору;
- Побољшање корисних биолошких интеракција.

Иновације, технике, технологије и политика која омогућава повећање продуктивности агроекосистема у исто време и нарушава основе те продуктивности. Превише се експлоатишу и деградирају природна богатства од којих зависи пољопривреда: земљиште, водна богатства и биодиверзитет. Модерна пољопривреда је створила истинску зависност о необновљивим изворима енергије-фосилним горивима.

## Историја агроекологије
Две науке из којих је потекла агроекологија - екологија и агрономија, нису имале блиске односе током двадесетог века. Екологија је примарно била окренута проучавању природних система, док се агрономија бавила применом научних достигнућа у пракси пољопривредне производње. Граница између чисте науке и природе са једне стране и примењене науке са друге, држала је одвојено ове две дисциплине. Поред неколико изузетака, тек недавно се посветило више пажње примени еколошких сазнања у пољопривреди. Међу првим истраживачима који су се тиме бавили био је Проф. Гироламо Аци радећи у Интернационалном пољопривредном институту у Риму Италија од 1911. до 1923. године. У раду на подручију пољопривреде уочио је да у пољопривредним наукама постоји недостатак истраживања физичког амбијента у вези са пољопривредном производњом. Током прошлог века, производња хране је повећана на два начина: повећавајући обрадиве површине и повећањем продуктивности на постојећим површинама. Многе поменуте агротехничке мере су усмерене у том циљу - повећању продуктивности по јединици површине. Конвенционалним системом производње хране није могуће повећати продуктивност због многих негативних ефеката, који ће бити размотрени. Већина површина погодних за пољопривреду је већ у употреби, а све веће површине обрадивог земљишта се користе за урбанизацију и инфраструктуру, или су подложни деградацији и дезертификацији. Остаје могућност ширења пољопривредних површина на рачун природне вегетације. Много оваквих површина је под тропским и другим шумама, које су истакнуте као веома значајне за одржање глобалног биодиверзитета, равнотеже угљен диоксида и кисеоника у атмосфери и стабилност климе на Земљи.

##### Публикације
| Година | Аутори                                                      | Наслов |
| ------ | ----------------------------------------------------------- | --- |
| 1928   | Klages                                                      | Crop ecology and ecological crop geography in the agronomic curriculum                                                       |
| 1939   | Hanson                                                      | Ecology in agriculture |
| 1956   | Azzi                                                        | Agricultural ecology |
| 1965   | Tischler                                                    | Agrarökologie |
| 1973   | Janzen                                                      | Tropical agroecosystems |
| 1974   | Harper                                                      | The need for a focus on agro-ecosystems                                                                                      |
| 1976   | Loucks                                                      | Emergence of research on agroecosystems                                                                                      |
| 1977   | Hernandez Xolocotzi                                         | Agroecosistemas de Mexico |
| 1978   | Gliessman                                                   | Agroecosistemas y tecnologia agricola tradicional                                                                            |
| 1979   | Hart                                                        | Agroecosistemas: conceptos básicos                                                                                           |
| 1979   | Cox & Atkins                                                | Agricultural ecology: an analysis of world food production systems                                                           |
| 1980   | Hart                                                        | Agroecosistemas |
| 1981   | Gliessman, Garcia & Amador                                  | The ecological basis for the application of traditional agricultural technology in the management of tropical agroecosystems |
| 1982   | Montaldo                                                    | Agroecologia del trópico americano                                                                                           |
| 1983   | Altieri                                                     | Agroecology |
| 1984   | Lowrance, Stinner & House                                   | Agricultural ecosystems: unifying concepts                                                                                   |
| 1985   | Conway                                                      | Agroecosystems analysis |
| 1987   | Altieri                                                     | Agroecology: the scientific basis of alternative agriculture                                                                 |
| 1990   | Allen, Dusen, Lundy, & Gliessman                            | Integrating social, environmental, and economic issues in sustainable agriculture                                            |
| 1990   | Gliessman                                                   | Agroecology: researching the ecological basis for sustainable agriculture                                                    |
| 1990   | Carroll, Vandermeer & Rosset                                | Agroecology |
| 1990   | Altieri & Hecht                                             | Agroecology and small farm development                                                                                       |
| 1991   | Caporali                                                    | Ecologia per l'agricultura                                                                                                   |
| 1991   | Bawden                                                      | Systems thinking in agriculture                                                                                              |
| 1993   | Coscia                                                      | Agricultura sostenible |
| 1998   | Gliessman                                                   | Agroecology: ecological processes in sustainable agriculture                                                                 |
| 2001   | Garí, Josep A.                                              | Indigenous agroecology: Conserving and Cultivating Biodiversity                                                              |
| 2001   | Garí, Josep A.                                              | Biodiversity and indigenous agroecology in Amazonia                                                                          |
| 2001   | Flora                                                       | Interactions between agroecosystems and rural communities                                                                    |
| 2001   | Gliessman                                                   | Agroecosystem sustainability                                                                                                 |
| 2002   | Dalgaard, Porter & Hutchings                                | Agroecology, scaling, and interdisciplinarity                                                                                |
| 2003   | Francis et al.                                              | Agroecology: The Ecology of Food Systems                                                                                     |
| 2003   | Garí, Josep A.                                              | Agrobiodiversity strategies to combat food insecurity and HIV/AIDS impact in rural Africa                                    |
| 2004   | Clements, Shrestra                                          | New Dimension in Agroecology                                                                                                 |
| 2007   | Bland and Bell                                              | A Holon Approach to Agroecology                                                                                              |
| 2007   | Gliessman                                                   | Agroecology: The Ecology of Sustainable Food Systems                                                                         |
| 2007   | Warner                                                      | Agroecology in Action |
| 2009   | Wezel, Soldat                                               | A quantitative and qualitative historical analysis of the scientific discipline agroecology                                  |
| 2009   | Wezel et al.                                                | Agroecology as a science, a movement or a practice. A review                                                                 |
| 2016   | Méndez, V. Ernesto ; Bacon, Christopher M. ; Cohen, Roseann | Agroecology : a transdisciplinary, participatory and action-oriented approach                                                |

## Агроеколошки фактори
Постојање и опстанак неке биљне врсте на датом месту у екосистему зависи, у највећој мери од еколошких фактора. Животне активности организама, како у слободној природи, тако и у пољопривреди, одвијају се под сложеним утицајем великог броја еколошких чинилаца или фактора. Ови фактори делују у биосфери и њеним деловима и д њих зависи интензитет животне активности сваког организма.
Све до Плеистоцена природа на Земљи се развијала без значајног учешћа и утицаја човека. Данас је немогуће наћи простор у биосфери где се не осећа његов утицај, макар и минималног интензитета. Са повећањем људске популације и брзим развојем различитих технологија, индустрије и пољопривреде, негативни утицај човека постаје све акутнији и алармантнији. Задатак научника и свих људи на Земљи је да што брже и ефикасније допринесу решавању свих проблема насталих или немарним деловањем или искоришћавањем природних ресурса, да би се Земља, као до данас једина позната планета на којој се одржава живот, очувала за будућност.

### Променљивост еколошких фактора
Утиче на промене у расту и развићу организама. Осим тога, промена једног утиче на промену другог еколошког фактора. Повећање температуре ваздуха изазива повећано испаравање са површине земљишта и воде, доводи до повећања интензитета Сунчеве светлости и сл. Дакле, на промену једног фактора други фактори одговарају модификацијама, док жива бића реагују еколошким прилагођеностима - адаптацијама.

### Класификација

#### Абиотички
- Климатски

1. Светлост
2. Температура
3. Вода и Влажност

- Едафски

1. Физичко-хемијско-биолошке одлике земљишта

- Орографски

1. Одлике рељефа

- Геофизички

1. Гравитација
2. Магнетизам
3. Осцилаторна таласна кретања

#### Биотички
- Утицаји биљака на биљке
- Утицаји животиња на биљке
- Утицаји микроорганизама на биљке

#### Антропогени
- Позитивни и негативни утицаји човека
- Климатски фактори-просечно стање метеоролошких чинилаца карактеристичних за једно место у дугом низу година. Климатски фактори обухватају: светлост, температуру, воду и влажност.
- Едафски фактори-физичке, хемијске и биолошке карактеристике земљишта, а исто тако на особине матичне подлоге на којој се земљиште развија. Овај комплекс фактора је такође, од пресудне важности за гајење биљака, јер је основни ресурс сваке пољопривреде.
- Орографски фактори-својства рељефа, као што су: надморска висина, нагиб терена, експозиција, степен разуђености рељефа.
- Геофизички фактори-утицаји који потичу од различитих физичких законитости и појава на земљи, као небеском телу: гравитација, магнетизам или осцилатрона таласна кретања.
- Узајамни односи између организама-односи између индивидуа исте врсте или различитих врста биљака, утицаји животиња на биљке или утицаји неких других организама.
- Антропогени фактор- посебан биотички фактор, с обзиром да је деловање човека свеобухватно и испољава се, како на локалном, тако и на глобалном нивоу.

| ×                    | 1990. | 2010. | Укупна промена (%) |
| -------------------- | ----- | ----- | ------------------ |
| Становништво         | 5290  | 7300  | +33                |
| Рибе                 | 85    | 102   | +20                |
| Наводњавано земљиште | 237   | 277   | +17                |
| Обрадиво земљиште    | 1444  | 1516  | +5                 |
| Ливаде и пашњаци     | 3402  | 3540  | +4                 |
| Шуме                 | 3413  | 3165  | -7                 |

## Популациони раст
Еколози посматрају популациони раст као нето резултат стопе рађања, стопе смртности и миграција индивидуа у и из популације. тако је раст популације дефинисан следећом формулом:
r=(N+1)-(M+E)
где је r стопа раста популације у времену, узимајући у обзир наталитет (N), имиграцију (I), морталитет (M) и емиграцију (E). Свака промена популације кроз време је описана као:
dP/dt=rP